# الحرية الدينية في إيطاليا
يضمن الدستور الإيطالي لعام 1947 الحرية الدينية في إيطاليا. قبل ذلك، كفل النظام الأساسي لمملكة إيطاليا التسامح الديني والذي بدوره مشتق من الدستور الألبرتيني والذي أقر في عهد كارلو ألبرتو ملك سردينيا في عام 1848 في عام الثورات.
كفل الدستور الإيطالي لعام 1947 الحرية الدينية في إيطاليا. وقبل ذلك، كفل دستور مملكة إيطاليا التسامح الديني، والذي اشتُق من النظام الأساسي الألبرتيني «ستاتوتو ألبرتينو» الذي أقر في عهد كارلو ألبرتو ملك سردينيا عام 1848 في عام الثورات.

## التاريخ
حددت المادة 1 من النظام الأساسي الألبرتيني الرومانية الكاثوليكية باعتبارها الدين الوحيد للدولة، ولكنها أعلنت عن تقبل الطوائف الأخرى الموجودة وفقًا للقوانين. وأدى هذا الإعلان إلى فتح الأحياء اليهودية وتحرير أتباع الولدينيسية. ولكن هذا التسامح كان محدودًا: فالمادة 28 - مع إعلانها أنه يجب أن تكون هناك صحافة حرة، نصت على وجه التحديد على أنه لا يمكن طباعة الأناجيل وتعاليم الكنيسة والشعائر الدينية وكتب الصلاة دون إذن من الأسقفية؛ كانت الدعاية الدينية محظورة أيضًا من قبل الدولة. ومع ذلك، في السنوات التي سبقت توحيد إيطاليا، كانت مملكة سردينيا أكثر تسامحًا من الدول الأخرى في شبه الجزيرة: في دوقية توسكانا الكبرى كانت ممارسة الديانات الأخرى غير الكاثوليكية تُعاقب بالسجن أو النفي.
ورثت مملكة إيطاليا دستور بيدمونتي-سردينيا ساري المفعول، وفي 18 مارس 1871، أُحرز تقدم كبير في الحرية الدينية في البلاد بموجب نظام اليوم الذي قدمه الإصلاحي الليبرالي باسكوالي ستانيسلاو مانشيني الذي أقر بأنه يجب معاملة جميع الأديان بطريقة متساوية.
تميزت الفترة الفاشية بالمعاهدة الدينية بين الدولة والكنيسة الكاثوليكية، والمعروفة باسم اتفاقية لاتران لعام 1929. ومع ذلك، واجهت الطوائف المسيحية الأخرى والأديان الأخرى القمع المتجدد. وفي عام 1935 أعلن أن أتباع الحركة الخمسينية مضرون بسلامة العرق. وقد تعرض جيش الخلاص وشهود يهوه، بالإضافة إلى أتباع الحركة الخمسينية للسجن أو النفي، بينما واجهت مجموعات الأقليات المسيحية الأخرى قيودًا كبيرة. على الرغم من أن معاداة السامية لم تكن متضمنة في الفاشية الإيطالية منذ البداية، فمن أجل إرضاء حليفه أدولف هتلر، وافق بنيتو موسوليني في أواخر ثلاثينيات القرن العشرين على القوانين العرقية الإيطالية. في المراحل الأخيرة من الحرب العالمية الثانية، خاصة خلال فترة الجمهورية الإيطالية الاشتراكية والاحتلال الألماني لمعظم شبه الجزيرة، أُرسل الكثير من اليهود، وكذلك المنشقون السياسيون غير اليهود وحتى القساوسة الكاثوليك، إلى معسكرات الموت النازية.

نص دستور الجمهورية الإيطالية لعام 1947 على الحريات الدينية في الفقرات بما في ذلك ما يلي:
جميع المواطنين متساوون في الكرامة الاجتماعية ومتساوون أمام القانون، دون تمييز [...]، الدين [...] (المادة 3)
جميع الطوائف الدينية متساوية أمام القانون. (المادة 8)

يتمتع جميعهم بالحق في اعتناق إيمانهم الديني بحرية بأي شكل كان [...]، بشرط ألا تكون الشعائر مخالفة للأخلاق. (المادة 19)
بقيت العديد من القوانين التي سُنَّت خلال الفترة الفاشية سارية، وأجري عدد من المحاكمات التي شملت أتبارع الحركة الخمسينية وشهود يهوه. ولكن تغير هذا في عام 1955 مع ظهور المحكمة الدستورية التي ألغت أو عدلت التشريعات المتعلقة بالمسائل ذات الصلة والتي وجدت أنها تتعارض مع الضمانات الدستورية للحرية الدينية. 
في عام 1984، بعد اتفاق منقح مع الفاتيكان، فقدت الكاثوليكية مكانتها كدين رسمي للدولة الإيطالية وأصبحت إيطاليا دولة علمانية.
ومع ذلك، لا يزال هناك خلاف - خاصة في الخارج - حول بعض قوانين الحقبة الفاشية التي ما تزال سارية ولم تجري إزالتها من الدستور. في عام 2009، حكمت المحكمة الأوروبية لحقوق الإنسان، في قضية رفعتها أم إيطالية أرادت أن يحصل أطفالها على تعليم علماني، ضد عرض الصلبان في فصول المدارس الحكومية الإيطالية. ووجدت أن «العرض الإجباري لرمز طائفة معينة في أماكن تستخدمها السلطات العامة ... يقيد حق الوالدين في تعليم أطفالهما ما يتفق مع قناعاتهما» وأنه يقيد «حق الأطفال في الإيمان أو عدم الإيمان». كان هذا الحكم يتناقض بشكل ملحوظ مع موقف المحاكم الإيطالية التي قضت في عام 2005 بالسماح بوجود الصلبان في مراكز الاقتراع، وفي عام 2006، سمح بعرض الصلبان في المدارس الحكومية على أساس أن الصليب يرمز إلى نواة القيم الاجتماعية الإيطالية.